# Réserve civique
Ne doit pas être confondu avec Réserve citoyenne, Service civique ou Service civil.
La réserve civique, a été instituée en France par la loi Égalité et Citoyenneté du 27 janvier 2017. Elle est ouverte à toute personne volontaire : citoyens ou étrangers résidents régulièrement sur le territoire français.
La réserve civique comprend une composante générale, encadrée par une charte, elle offre la possibilité de servir les valeurs de la République en participant, à titre bénévole, à la réalisation de projets d'intérêt général, ponctuellement ou régulièrement.
La réserve civique est également composée de plusieurs réserves citoyennes thématiques (défense, police, éducation, etc.) dont le statut, les conditions et les modalités d’engagement peuvent varier.

## Création de la réserve civique
À la suite des attentats de janvier 2015 en France, le président de la République François Hollande confie à Jean-Marc Sauvé, vice-président du Conseil d'État, et à Claude Onesta, entraîneur de l’équipe de France masculine de handball, une mission visant à proposer des moyens de « faire vivre la fraternité ». Leur rapport Pour que vive la fraternité. Propositions pour une réserve citoyenne, de juin 2015 présentent leurs conclusions. Cette proposition est intégrée dans la loi du 27 janvier 2017  ‣ relative à l'égalité et à la citoyenneté dont le chapitre premier du titre est intitulé Encourager l'engagement républicain de tous les citoyens et les citoyennes pour faire vivre la fraternité. Lors du débat parlementaire un amendement a substitué le nom réserve civique à celui de réserve citoyenne.

## Composante générale de la réserve civique
La composante générale de la réserve civique est incarnée par la plateforme numérique JeVeuxAider.gouv.fr. Lancée en mars 2020 par la réserve civique, elle met en relation ceux qui souhaitent agir pour l’intérêt général avec les associations, acteurs publics, et collectivités territoriales qui ont besoin de bénévoles. Les missions de bénévolat sont ouvertes à tout citoyen âgé de plus de 16 ans et résidant en France, sans condition de nationalité. Au 30 avril 2025, cinq ans après son lancement, plus de 680 000 bénévoles se sont inscrits et près de 20 000 missions sont proposées sur tout le territoire par 17 000 organisations d’intérêt général. Toute personne qui participe à la réserve civique, dans sa composante générale, s'engage à respecter une charte, à apporter son concours à titre bénévole ; à s'engager pour une période déterminée, qui peut être renouvelée avec son accord, accomplir la mission pour laquelle elle est mobilisée selon les instructions données par le responsable de l'organisme au sein duquel elle effectue sa mission.

## Réserves thématiques
La réserve civique comporte des réserves thématiques, parmi lesquelles figurent :
- La réserve citoyenne de défense et de sécurité prévue au titre IV du livre II de la quatrième partie du code de la défense ;
- Les réserves communales de sécurité civile prévues au chapitre IV du titre II du livre VII du code de la sécurité intérieure ;
- La réserve citoyenne de la police nationale prévue à la section 5 du chapitre Ier du titre Ier du livre IV du code de la sécurité intérieure ;
- La réserve citoyenne de l’éducation nationale prévue à l’article L. 911-6-1 du code de l’éducation.
- D’autres réserves thématiques peuvent être créées après avis du Haut Conseil à la vie associative prévu à l’article 63 de la loi no 2014-856 du 31 juillet 2014 relative à l’économie sociale et solidaire.

## Autorité de gestion
L'autorité de gestion de la réserve civique comprend une autorité nationale et des autorités territoriales. L'autorité nationale est le directeur de la jeunesse, de l'éducation populaire et de la vie associative. Il est chargé de contrôler le respect, par les organismes d'accueil, des conditions de mise en œuvre de la réserve et de conclure les conventions instituant des réserves territoriales avec une ou plusieurs collectivités territoriales.